# Fuji Electric
Fuji Electric (富士電機株式会社, Fuji Denki Kabushiki-gaisha) est une entreprise de génie électrique et de matériels de mesures japonaise. Fujitsu est issue d'une scission de Fuji Electric en 1935.

## Implantation

### En France
La filiale française de l'entreprise, Fuji Electric France S.A.S est implantée en Auvergne sur deux sites.
Le site de Clermont-Ferrand est le siège de l'entreprise et comporte un site de production spécialisé dans la fabrication d'appareils de mesure, de contrôle et de régulation de l'eau. L'entreprise possède également un atelier d'usinage situé à Cournon-d'Auvergne.